# Alisa Tishchenko
Alisa Tishchenko (russo:  Алиса Сергеевна Тищенко; IPA: [ɐˈlʲisə ˈtʲiɕːɪnkə]; Krasnodar, 17 de fevereiro de 2004) é uma ginasta russa, medalhista olímpica.

## Carreira
Tishchenko conquistou a medalha de prata nos Jogos Olímpicos de Verão de 2020 em Tóquio, como representante do Comitê Olímpico Russo, na prova feminina por equipes da ginástica rítmica, ao lado de Angelina Shkatova, Anastasia Bliznyuk, Anastasia Maksimova e Anastasia Tatareva, com um total de 90.700 pontos na sua performance.